# Équipe du Chili de football à la Copa América 1999
L'équipe du Chili de football participe à sa 32e Copa América lors de l'édition 1999 qui se tient au Paraguay du 29 juin 1999 au 18 juillet 1999. Elle se rend à la compétition en tant qu'éliminée du 1er tour de la Copa América 1997.
Les Chiliens atteignent la demi-finale et ils perdent contre l'Uruguay après une séance de tirs au but. Lors de la petite finale, ils s'inclinent de nouveau contre les Mexicains qu'ils avaient déjà comme adversaires dans le groupe B et ils se classent 4e de la compétition.

## Résultat

### Premier tour
| Classement final |           |     |   |   |   |   |    |    |      |
|                  | Équipe    | Pts | J | G | N | P | BP | BC | Diff |
| 1                | Brésil    | 9   | 3 | 3 | 0 | 0 | 10 | 1  | +9   |
| 2                | Mexique   | 6   | 3 | 2 | 0 | 1 | 5  | 3  | +2   |
| 3                | Chili     | 3   | 3 | 1 | 0 | 2 | 3  | 2  | +1   |
| 4                | Venezuela | 0   | 3 | 0 | 0 | 3 | 1  | 13 | -12  |

| 30 juin   | Brésil  | 7 | 0 | Venezuela |
| 30 juin   | Mexique | 1 | 0 | Chili     |
| 3 juillet | Brésil  | 2 | 1 | Mexique   |
| 3 juillet | Chili   | 3 | 0 | Venezuela |
| 6 juillet | Brésil  | 1 | 0 | Chili     |
| 6 juillet | Mexique | 3 | 1 | Venezuela |

| 30 juin 1999 | Mexique       | 1 – 0   | Chili | Estadio Antonio Oddone Sarubbi (Ciudad del Este)  |                                                   |
|              | Hernández 59e | (0 - 0) |       | Spectateurs : 20 000 Arbitrage : Horacio Elizondo | Spectateurs : 20 000 Arbitrage : Horacio Elizondo |

| 3 juillet 1999 | Chili                                                                  | 3 – 0   | Venezuela   | Estadio Antonio Oddone Sarubbi (Ciudad del Este) |                                            |
|                | Zamorano 5e · Estay 21e · Tortolero 66e (csc) · Vargas 39e · Salas 69e | (2 - 0) | Álvarez 18e | Spectateurs : 14 000 Arbitrage : Juan Luna       | Spectateurs : 14 000 Arbitrage : Juan Luna |

| 6 juillet 1999 | Brésil             | 1 – 0,  | Chili | Estadio Antonio Oddone Sarubbi (Ciudad del Este)  |                                                   |
|                | Ronaldo 36e (pen.) | (1 - 0) |       | Spectateurs : 10 000 Arbitrage : Horacio Elizondo | Spectateurs : 10 000 Arbitrage : Horacio Elizondo |

### Quart de finale
| 11 juillet 1999 | Chili                         | 3 – 2 | Colombie                | Estadio Feliciano Cáceres (Luque)                |                                                  |
| | Reyes 25e, 50e · Zamorano 65e | (1 - 2) | Bolaño 7e · Bonilla 35e | Spectateurs : 3 000 Arbitrage : Benito Archundia | Spectateurs : 3 000 Arbitrage : Benito Archundia |
| Marcelo Ramírez - Palacios, Reyes, Miguel Ramírez, Vargas - Aros, Acuña, Estay ( 80e Cartes), Sierra ( 65e Pizarro) - Zamorano, González ( 86e Núñez) | Équipes                       | Calero - Quintana, Córdoba, Bermúdez, Cortés - Bolaño ( 46e Ramírez), Grisales ( 70e Morantes), Lozano, Betancourth - Ricard ( 61e Congo), Bonilla |                         | Spectateurs : 3 000 Arbitrage : Benito Archundia | Spectateurs : 3 000 Arbitrage : Benito Archundia |

### Demi-finale
| 13 juillet 1999 | Uruguay           | 1 – 1 a.p. | Chili        | Estadio Defensores del Chaco (Asuncion)       |                                               |
| | Lembo 22e         | (1 - 0) | Zamorano 73e | Spectateurs : 7 000 Arbitrage : Ubaldo Aquino | Spectateurs : 7 000 Arbitrage : Ubaldo Aquino |
| · Del Campo · Guigou · Alonso · Zalayeta · Magallanes                                                                                           | Tirs au but 5 - 3 | · Vargas · Aros · Pizarro · Reyes · |              | Spectateurs : 7 000 Arbitrage : Ubaldo Aquino | Spectateurs : 7 000 Arbitrage : Ubaldo Aquino |
| Carini - Del Campo, Picún, Lembo, Bergara ( 81e Callejas) - Coelho, Fleurquín ( 65e Guigou), García, Magallanes - Alvez ( 53e Alonso), Zalayeta | Équipes           | Marcelo Ramírez - Palacios, Reyes, Miguel Ramírez, Vargas - Aros, Acuña, Estay, Sierra ( 73e Pizarro) - Zamorano ( 89e González), Salas |              | Spectateurs : 7 000 Arbitrage : Ubaldo Aquino | Spectateurs : 7 000 Arbitrage : Ubaldo Aquino |

### Petite finale
| 17 juillet 1999 | Mexique                   | 2 – 1 | Chili        | Estadio Defensores del Chaco (Asuncion)          |                                                  |
| | Palencia 26e · Zepeda 87e | (1 - 0) | Palacios 81e | Spectateurs : 4 000 Arbitrage : Horacio Elizondo | Spectateurs : 4 000 Arbitrage : Horacio Elizondo |
| Campos - Ramírez, Márquez, Suárez, Carmona - Torrado, García ( 61e García Aspe), Palencia ( 66e Terrazas), Zepeda - Hernández, Blanco ( 85e Pardo) | Équipes                   | Marcelo Ramírez - Palacios, Reyes, Miguel Ramírez ( 37e Contreras), Vargas ( 61e Valencia) - Aros, Acuña, Estay, Sierra - Zamorano, González ( 61e Núñez) |              | Spectateurs : 4 000 Arbitrage : Horacio Elizondo | Spectateurs : 4 000 Arbitrage : Horacio Elizondo |

## Navigation